# Бентодесмы
Бентодесмы (лат. Benthodesmus) — род морских лучепёрых рыб из семейства волосохвостых (Trichiuridae).

## Описание
Тело сильно удлиненное, его высота в 22—34 раза меньше его длины. Спинной плавник с 39—46 колючими и 80—108 мягкими лучами. Основание первого спинного плавника равно половине длины основания второго спинного плавника. Сзади от анального отверстия находится два шипа — первый очень маленький и у взрослых рыб почти неразличим, второй имеет вид сердцевидной чешуйки. Анальный плавник с 70—76 неветвистыми лучами. Хвостовой плавник очень мал и имеет вильчатую форму.

## Биология
Глубоководные виды. Обитают над континентальным склоном на глубинах от 200 до 400 м.

## Ареал
Обитают водах Атлантического, Индийского и Тихого океанов.

## Классификация
На май 2019 года в род включают 11 видов:
- Benthodesmus elongatus (Clarke, 1879) typus — Продолговатая бентодесма[1]
- Benthodesmus macrophthalmus Parin & Becker, 1970
- Benthodesmus neglectus Parin, 1976
- Benthodesmus oligoradiatus Parin & Becker, 1970
- Benthodesmus pacificus Parin & Becker, 1970
- Benthodesmus papua Parin, 1978
- Benthodesmus simonyi (Steindachner, 1891) — Бентодесма
- Benthodesmus suluensis Parin, 1976
- Benthodesmus tenuis (Günther, 1877) — Тонкая бентодесма, или узкополосая бентодесма
- Benthodesmus tuckeri Parin & Becker, 1970
- Benthodesmus vityazi Parin & Becker, 1970